# Atentado contra el Hotel InterContinental Kabul de 2018
El atentado contra el Hotel InterContinental Kabul de 2018 fue un ataque terrorista realizado desde la noche del 20 de enero hasta la madrugada del 21 de enero de 2018 contra la sede del InterContinental Hotels Group en la ciudad de Kabul, capital de Afganistán, perpetrado por la red global insurgente el Talibán, el ataque dejó como saldo 22 personas fallecidas y entre 22 a 43 personas heridas entre locales y extranjeros.

## Antecedentes
La República Islámica de Afganistán estuvo sumergida, antes de caer, en la guerra contra organizaciones radicales insurgentes como el Talibán y el Estado Islámico de Irak y el Levante, y desde 2015 los ataques perpetrados en el interior de la ciudad de Kabul se incrementaron rápidamente como los perpetrados en febrero y mayo de 2016, junio, julio y diciembre de 2017, considerados los más sangrientos de los últimos tiempos.

## Ataque
| País de origen  | Muertos  | Heridos  |
| --------------- | -------- | -------- |
| Ucrania         | 9        | 0        |
| Afganistán      | 4        | 43       |
| Venezuela       | 2        | 0        |
| Grecia          | 1        | 0        |
| Kirguistán      | 1        | 0        |
| Alemania        | 1        | 0        |
| Sin identificar | 4        | 0        |
| Total           | 24 aprox | 43 aprox |

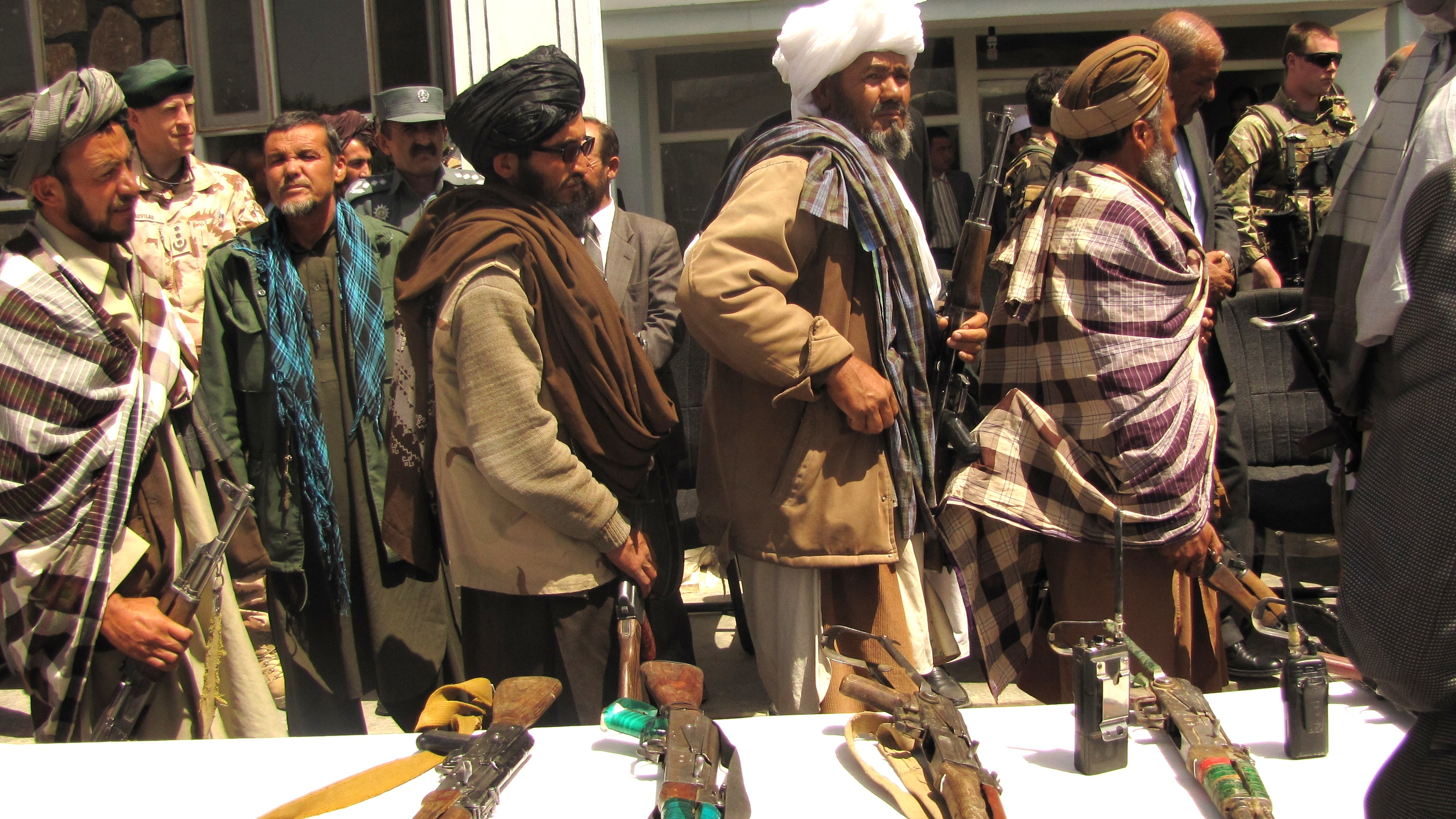
Soldados del Talibán, varios de ellos se encuentran escondidos en Kabul como civiles.

El 20 de enero de 2018, varias fuentes informaron que alrededor de las 21:00 horas (hora local de Afganistán) durante la noche, varios hombres armados con armas ligeras y granadas propulsadas por cohetes habían asaltado el Hotel InterContinental de Kabul, abrieron fuego y tomaron rehenes.
Los informes sugirieron que algunos huéspedes del hotel trataron de escapar de los pistoleros atando sábanas y bajando desde los pisos superiores del edificio, que fue parcialmente incendiado. Las fuerzas especiales afganas fueron bajados por helicópteros hacia el techo del hotel en un intento de neutralizar a los atacantes. Más tarde se informó que los soldados del Ejército Nacional Afgano con la ayuda de las fuerzas especiales noruegas del Marinejegerkommandoen, estos últimos habían respondido e intercambiando disparos con los atacantes armados en el hotel. Se tiene registrado que este es el segundo ataque en este hotel desde 2011.
El gobierno afgano informó que el ataque había terminado en la madrugada del 21 de enero, con 4 atacantes abatidos y asesinados, al menos, 18 civiles, incluidos 14 extranjeros. Más de 160 personas habían sido rescatadas del hotel, mientras que otras permanecían desaparecidas. Entre ellos, 16 empleados de la aerolínea afgana Kam Air, que anunciaron que 11 de las 42 personas que trabajaban para la compañía que habían estado presentes murieron durante el ataque, mientras que otras 15 sobrevivieron.

## Reacciones

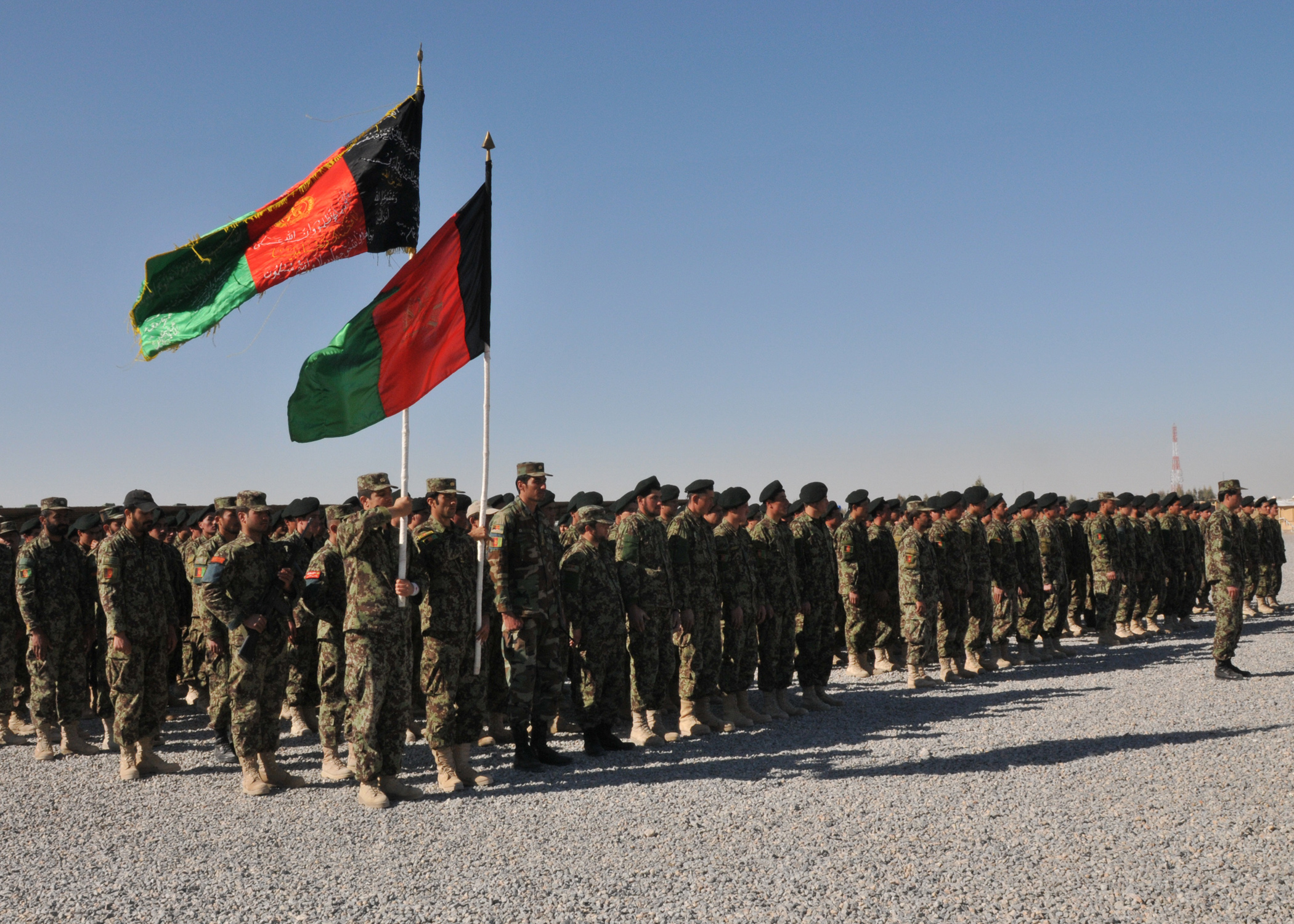
Soldados del Ejército Nacional Afgano, fueron los encargados del rescate de los rehenes.

«El ataque fue llevado a cabo por la red terrorista Haqqani, con sede en Pakistán», escribió en Twitter Javid Faisal, vocero del jefe ejecutivo del gobierno afgano. Al menos dos altos funcionarios afganos dijeron que la agencia de inteligencia del país tenía informes de que la Red Haqqani, un brazo altamente autónomo de los talibanes, había planeado la violencia y no la sede central en el autodenominado Emirato Islámico de Afganistán (nombre del territorio que controla el talibán en el país). Posteriormente, la red global de los talibanes se atribuyeron la responsabilidad del ataque en un comunicado, advirtiendo a los civiles afganos que evitaran lugares frecuentados por extranjeros.
El Ministerio del Interior afgano dijo que una firma privada había asumido la responsabilidad de asegurar el Hotel Intercontinental unas tres semanas antes. El ministerio dijo que estaba investigando cómo los atacantes lograron ingresar al edificio. 34 funcionarios provinciales se reunieron en el hotel para participar en una conferencia organizada por el Ministerio de Telecomunicaciones. Un funcionario de ese ministerio dijo que más de 100 gerentes e ingenieros del gobierno estaban en el sitio cuando ocurrió el ataque.